# Bruno Müller (wioślarz)
Bruno Müller (ur. 11 października 1902, zm. 8 czerwca 1975) – niemiecki wioślarz, złoty medalista olimpijski. 
Wystąpił na igrzyskach olimpijskich w Amsterdamie w 1928 roku, gdzie wspólnie z Kurtem Moeschterem zdobył złoty medal w dwójkach bez sternika. W finale o 2,4 sekundy wyprzedzili Brytyjczyków Terence'a O’Briena i Roberta Nisbeta. Był to jego jedyny start olimpijski.
Trzykrotnie zdobywał mistrzostwo kraju w dwójkach bez sternika, w latach 1927, 1928 i 1929. Ponadto w 1928 zwyciężył również w czwórkach bez sternika, a rok wcześniej był w tej konkurencji trzeci.